# メッセージボトル
『メッセージボトル』は、日本のバンド、amazarashiの1枚目のベストアルバム。2017年3月29日にソニー・ミュージックアソシエイテッドレコーズより発売された。

## 概要
自身初のベストアルバムであり、インディーズ時代の『0.』以降の各アルバムや、1月に発売されたシングル『命にふさわしい』などから選曲されている。完全生産限定盤、初回生産限定盤、通常盤の3形態で発売され、両限定盤にはインディーズ時代に青森県で500枚限定で販売されたあまざらし名義のミニアルバム『光、再考』が完全収録されている。
アルバムタイトル及び後述のツアータイトル『メッセージボトル』は、アマチュア時代に初めて主催したイベントのタイトルに由来する。
テレビ東京系ドラマ『銀と金』の主題歌として書き下ろされた新曲「ヒーロー」は今作が初収録であり、ミュージックビデオは過去にYKBXらが制作したアートワークやミュージックビデオを総ざらいする内容となっている。
ミニアルバム『0.』及び『0.6』収録曲の「つじつま合わせに生まれた僕等」は、今作にはオリジナルバージョンと新録バージョンの2種が収録されており、新録に際してポエトリーの誦読を含むミュージックビデオも制作された。本曲を新録した理由として、秋田は「改めてたくさんの方に、この楽曲を届けたい」と語っている。

## ツアー
2017年3月26日から10月19日にかけて、過去最大規模となる8都市10公演のツアー amazarashi Live Tour 2017「メッセージボトル」が開催された。
振替公演を除く最終公演は8月13日にamazarashiの地元青森県で開催され、初の凱旋ライブとなった。9月6日発売のシングル表題曲「空に歌えば」は本公演で初披露され、ミュージックビデオには本公演の様子が映し出されている。

## 収録曲
| 全作詞・作曲: 秋田ひろむ、全編曲: 出羽良彰・amazarashi。 |                                                            |            |            |      |
| #                                                        | タイトル                                                   | 作詞       | 作曲・編曲 | 時間 |
| 1.                                                       | 「光、再考」(ミニアルバム『0.』より)                       | 秋田ひろむ | 秋田ひろむ | 5:37 |
| 2.                                                       | 「つじつま合わせに生まれた僕等」(ミニアルバム『0.』より)   | 秋田ひろむ | 秋田ひろむ | 5:38 |
| 3.                                                       | 「夏を待っていました」(ミニアルバム『爆弾の作り方』より)   | 秋田ひろむ | 秋田ひろむ | 5:42 |
| 4.                                                       | 「無題」(ミニアルバム『爆弾の作り方』より)                 | 秋田ひろむ | 秋田ひろむ | 5:28 |
| 5.                                                       | 「奇跡」(ミニアルバム『ワンルーム叙事詩』より)             | 秋田ひろむ | 秋田ひろむ | 5:43 |
| 6.                                                       | 「ワンルーム叙事詩」(ミニアルバム『ワンルーム叙事詩』より) | 秋田ひろむ | 秋田ひろむ | 5:02 |
| 7.                                                       | 「さくら」(ミニアルバム『アノミー』より)                   | 秋田ひろむ | 秋田ひろむ | 5:53 |
| 8.                                                       | 「この街で生きている」(ミニアルバム『アノミー』より)       | 秋田ひろむ | 秋田ひろむ | 6:07 |
| 9.                                                       | 「空っぽの空に潰される」(フルアルバム『千年幸福論』より)   | 秋田ひろむ | 秋田ひろむ | 5:39 |
| 10.                                                      | 「美しき思い出」(フルアルバム『千年幸福論』より)           | 秋田ひろむ | 秋田ひろむ | 6:32 |
| 11.                                                      | 「ラブソング」(ミニアルバム『ラブソング』より)             | 秋田ひろむ | 秋田ひろむ | 4:41 |
| 12.                                                      | 「ナモナキヒト」(ミニアルバム『ラブソング』より)           | 秋田ひろむ | 秋田ひろむ | 5:17 |
| 合計時間:                                                | 合計時間:                                                  | 67:19      |            |      |

| 全作詞・作曲: 秋田ひろむ、全編曲: 出羽良彰・amazarashi。 |                                                                    |            |            |      |
| #                                                        | タイトル                                                           | 作詞       | 作曲・編曲 | 時間 |
| 1.                                                       | 「ジュブナイル」(ミニアルバム『ねえママ あなたの言うとおり』より)  | 秋田ひろむ | 秋田ひろむ | 4:28 |
| 2.                                                       | 「性善説」(ミニアルバム『ねえママ あなたの言うとおり』より)        | 秋田ひろむ | 秋田ひろむ | 6:11 |
| 3.                                                       | 「終わりで始まり」(ミニアルバム『あんたへ』より)                   | 秋田ひろむ | 秋田ひろむ | 5:45 |
| 4.                                                       | 「冷凍睡眠」(ミニアルバム『あんたへ』より)                         | 秋田ひろむ | 秋田ひろむ | 4:49 |
| 5.                                                       | 「スターライト」(フルアルバム『夕日信仰ヒガシズム』より)           | 秋田ひろむ | 秋田ひろむ | 4:46 |
| 6.                                                       | 「ひろ」(フルアルバム『夕日信仰ヒガシズム』より)                   | 秋田ひろむ | 秋田ひろむ | 6:59 |
| 7.                                                       | 「季節は次々死んでいく」(シングル『季節は次々死んでいく』より)     | 秋田ひろむ | 秋田ひろむ | 5:38 |
| 8.                                                       | 「スピードと摩擦」(シングル『スピードと摩擦』より)                 | 秋田ひろむ | 秋田ひろむ | 3:31 |
| 9.                                                       | 「多数決」(フルアルバム『世界収束二一一六』より)                   | 秋田ひろむ | 秋田ひろむ | 4:45 |
| 10.                                                      | 「ライフイズビューティフル」(フルアルバム『世界収束二一一六』より) | 秋田ひろむ | 秋田ひろむ | 6:09 |
| 11.                                                      | 「僕が死のうと思ったのは」(ミニアルバム『虚無病』より)             | 秋田ひろむ | 秋田ひろむ | 6:07 |
| 12.                                                      | 「命にふさわしい」(シングル『命にふさわしい』より)                 | 秋田ひろむ | 秋田ひろむ | 5:59 |
| 13.                                                      | 「ヒーロー」(初収録)                                               | 秋田ひろむ | 秋田ひろむ | 5:02 |
| 14.                                                      | 「つじつま合わせに生まれた僕等（2017）」(新録)                     | 秋田ひろむ | 秋田ひろむ | 5:42 |
| 合計時間:                                                | 合計時間:                                                          | 75:51      |            |      |

| 全作詞・作曲: 秋田ひろむ。 |                                                |            |            |      |
| #                          | タイトル                                       | 作詞       | 作曲・編曲 | 時間 |
| 1.                         | 「光、再考」(ミニアルバム『光、再考』より)     | 秋田ひろむ | 秋田ひろむ | 5:45 |
| 2.                         | 「少年少女」(ミニアルバム『光、再考』より)     | 秋田ひろむ | 秋田ひろむ | 5:34 |
| 3.                         | 「真っ白な世界」(ミニアルバム『光、再考』より) | 秋田ひろむ | 秋田ひろむ | 5:21 |
| 4.                         | 「隅田川」(ミニアルバム『光、再考』より)       | 秋田ひろむ | 秋田ひろむ | 5:29 |
| 5.                         | 「ドブネズミ」(ミニアルバム『光、再考』より)   | 秋田ひろむ | 秋田ひろむ | 4:30 |
| 6.                         | 「未来づくり」(ミニアルバム『光、再考』より)   | 秋田ひろむ | 秋田ひろむ | 5:30 |
| 合計時間:                  | 合計時間:                                      | 32:09      |            |      |

| #  | タイトル         | 作詞 | 作曲・編曲 |
| -- | ---------------- | ---- | ---------- |
| 1. | 「ポエジー」     |      |            |
| 2. | 「ラブソング」   |      |            |
| 3. | 「カルマ」       |      |            |
| 4. | 「スターライト」 |      |            |
| 5. | 「しらふ」       |      |            |
| 6. | 「美しき思い出」 |      |            |